# .32 Winchester Special
Die  .32 Winchester Special (.32 WS, .32 Special) ist  eine von der Winchester Repeating Arms Company entwickelte und 1902 eingeführte Gewehr-Patrone. Ursprünglich wurde sie zur Verwendung im Winchester Model 94-Unterhebelrepetierer entwickelt. (Nicht zu verwechseln mit der .32-20 WCF-Patrone.)

## Bezeichnung
Im deutschen Nationalen Waffenregister (NWR) wird die Patrone unter Katalognummer 91 unter folgenden Bezeichnungen geführt (gebräuchliche Bezeichnungen in Fettdruck)

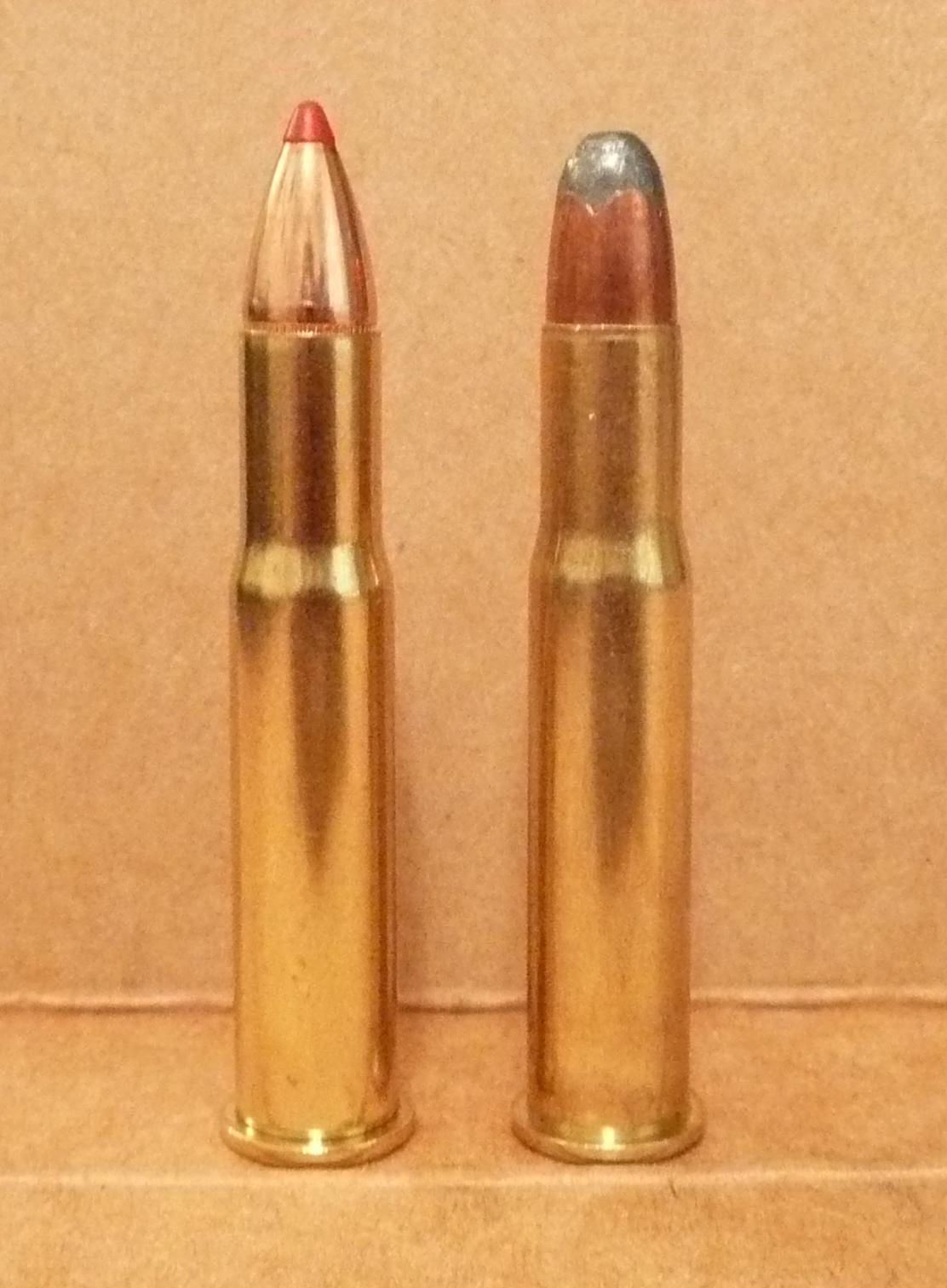
32 Winchester Special, die linke Patrone mit Hornady FTX Gummispitze

- .32 Win Spec (Hauptbezeichnung)
- .332 H.P.S.
- .32 High Power Special
- .32 Winchester Special
- .32 Special
- .32 spl
- 7,65 x 52 R Winchester Special
- 8 x 52 R Winchester

## Geschichte
Die .32 Special verschießt Rauchloses Pulver und ersetzte die .32-40 Schwarzpulverpatrone. Sie ist eine Variante der 1895 auf den Markt gebrachten .30-30 Winchester – Zentralfeuerpatrone, verkaufte sich aber schlechter als diese. Der Grund war, dass die Auswahl der Geschosse im Kaliber .32 zum Wiederladen wesentlich geringer war als die der .30 Geschosse. Während von den Gewehren, welche die .30-30 Patronen verschossen 857.613 Stück hergestellt wurden, brachten es die .32 Special-Gewehre nur auf 101.423 Stück.
Wie alle Patronen der Winchester Model 94 Gewehre wurden sie hauptsächlich als Jagdpatronen eingesetzt.

## Technik
Die .32 Special ist eine Zentralfeuerpatrone mit einer Flaschenhalshülse mit Rand. Die Zahl .32 bezeichnet das Kaliber in Zoll (inch), resp. (8,2 mm). Die Geschosse wurden von Anfang an als Vollmantel-, Teilmantel- (Soft Point) und Hohlspitzgeschosse mit verschiedenen Geschossgewichten von 165 und 170 englischen Grains hergestellt. Die Flaschenhalshülsen haben unmittelbar über dem Rand eine Rille zum besseren Eingreifen des Ausziehers. Die .32 Special Patrone wird wie die .30-30-Patrone für die Jagd verwendet. Die Wirkung entspricht weitgehend der .30-30-Patrone. Während diese tiefer ins Ziel eindringt, gibt die .32 Special auf kurze Schussdistanz etwa 5-10 % mehr Energie aufs Ziel ab.
Da viele der verwendeten Waffen Mehrlader mit einem Röhrenmagazin sind, müssen die Geschosse vorne rund oder abgeflacht sein, um eine Zündung der davorliegenden Patrone im Magazin zu vermeiden. Seit einiger Zeit werden in den USA Spitzgeschosse mit einer in die Bohrung eingesetzten „Gummispitze“ hergestellt (Bild), damit wird die Gefahr der oben genannten Fehlzündungen vermieden.